# Omphalopappus
Omphalopappus là một chi thực vật có hoa trong họ Cúc (Asteraceae).

## Loài
Chi Omphalopappus gồm các loài: